# 25-я гвардейская миномётная бригада
25-я гвардейская миномётная бригада — воинское соединение Вооружённых сил СССР в Великой Отечественной войне.

## История
Бригада формировалась в январе 1943 в Московском военном округе.
В составе действующей армии с 14.02.1943 по 19.12.1943, с 12.03.1944 по 15.11.1944 и с 05.01.1945 по 09.05.1945 года.
По поступлении в действующую армию находилась на жиздринском направлении. В июле—августе 1943 года участвует в Орловской стратегической наступательной операции, в сентябре 1943 — в Смоленской стратегической наступательной операции, вышла на подступы к Орше. Затем отведена в резерв, в марте 1944 года переброшена в Карелию, затем на рубеж реки Свирь, где принимала участие в Свирско-Петрозаводской операции, потом переброшена в Заполярье, участвовала в Петсамо-Киркенесской операции, вновь отведена в резерв.
05.01.1945 года поступила в состав 1-го Белорусского фронта, принимает участие в Висло-Одерской операции, затем в Восточно-Померанской операции, отличилась при взятии Альтдама.  20.03.1945 года. По окончании операции отведена во фронтовой резерв, 09.04.1945 года передана в оперативное подчинение 5-й ударной армии, по маршруту Циленциг — Кришт — Тамзель, 10.04.1945 сосредоточилась в трёх километрах юго-западнее Тамзеля.
Принимала участие во взятии Берлина

## Полное наименование
- 25-я гвардейская миномётная Свирская Краснознамённая орденов Суворова, Кутузова и Богдана Хмельницкого бригада

## Состав бригады
- 596-й отдельный гвардейский миномётный дивизион (с 04.11.1943 — 1-й гвардейский миномётный дивизион)
- 597-й отдельный гвардейский миномётный дивизион (с 04.11.1943 — 2-й гвардейский миномётный дивизион)
- 598-й отдельный гвардейский миномётный дивизион (с 04.11.1943 — 3-й гвардейский миномётный дивизион)
- 600-й отдельный гвардейский миномётный дивизион (с 04.11.1943 — 4-й гвардейский миномётный дивизион)

## Подчинение
| Дата            | Фронт (округ)            | Армия                                 | Корпус | Дивизия                            | Примечания |
| --------------- | ------------------------ | ------------------------------------- | ------ | ---------------------------------- | ---------- |
| 01.02.1943 года | Московский военный округ | -                                     | -      | 6-я гвардейская миномётная дивизия | -          |
| 01.03.1943 года | Западный фронт           | 16-я армия                            | -      | -                                  | -          |
| 01.04.1943 года | Западный фронт           | 16-я армия                            | -      | -                                  | -          |
| 01.05.1943 года | Западный фронт           | 50-я армия                            | -      | -                                  | -          |
| 01.06.1943 года | Западный фронт           | 11-я гвардейская армия                | -      | -                                  | -          |
| 01.07.1943 года | Западный фронт           | 11-я гвардейская армия                | -      | -                                  | -          |
| 01.08.1943 года | Западный фронт           | 10-я гвардейская армия                | -      | -                                  | -          |
| 01.09.1943 года | Западный фронт           | 21-я армия                            | -      | -                                  | -          |
| 01.10.1943 года | Западный фронт           | -                                     | -      | -                                  | -          |
| 01.11.1943 года | Западный фронт           | 31-я армия                            | -      | -                                  | -          |
| 01.12.1943 года | Западный фронт           | 31-я армия                            | -      | -                                  | -          |
| 01.01.1944 года | Московский военный округ | -                                     | -      | 6-я гвардейская миномётная дивизия | -          |
| 01.02.1944 года | Московский военный округ | -                                     | -      | 6-я гвардейская миномётная дивизия | -          |
| 01.03.1944 года | Московский военный округ | -                                     | -      | 6-я гвардейская миномётная дивизия | -          |
| 01.04.1944 года | Карельский фронт         | 19-я армия                            | -      | -                                  | -          |
| 01.05.1944 года | Карельский фронт         | 19-я армия                            | -      | -                                  | -          |
| 01.06.1944 года | Карельский фронт         | 19-я армия                            | -      | -                                  | -          |
| 01.07.1944 года | Карельский фронт         | 7-я армия                             | -      | -                                  | -          |
| 01.08.1944 года | Карельский фронт         | 7-я армия                             | -      | -                                  | -          |
| 01.09.1944 года | Карельский фронт         | 32-я армия                            | -      | -                                  | -          |
| 01.10.1944 года | Карельский фронт         | 14-я армия                            | -      | -                                  | -          |
| 01.11.1944 года | Карельский фронт         | 14-я армия                            | -      | -                                  | -          |
| 01.12.1944 года | Резерв Ставки ВГК        | Полевое управление Карельского фронта | -      | -                                  | -          |
| 01.01.1945 года | Резерв Ставки ВГК        | -                                     | -      | -                                  | -          |
| 01.02.1945 года | 1-й Белорусский фронт    | -                                     | -      | -                                  | -          |
| 01.03.1945 года | 1-й Белорусский фронт    | 61-я армия                            | -      | -                                  | -          |
| 01.04.1945 года | 1-й Белорусский фронт    | -                                     | -      | -                                  | -          |
| 01.05.1945 года | 1-й Белорусский фронт    | 5-я ударная армия                     | -      | -                                  |            |

## Командиры
- подполковник Красильников Михаил Александрович (с 1.1943 — 6.1943), майор Василенко Николай Тимофеевич (6.1943), полковник Небоженко, Тихон Никитович (с 7.1943 по 1945, с 1946 — ком-р 94 ГМП);
- зам.ком по с/ч майор Василенко Николай Тимофеевич (в 6.1943 — ком-р — бр-ды, в 1944 — замком 10 ГМБр), подполковник Токмаков Афанасий Иванович (1945), подполковник Воблый Никифор Иванович (1945);
- нач.штаба майор Меркулов Кондратий Иванович (с 2.1943, в 1944 — замком 24 ГМБр), майор Василенко Н. Т. (11.1943), майор Козин Александр Иванович (12.1943), майор / подполковник Полонский Василий Саввич (с 1944);
- пнш капитан Рузин Лев Михайлович (7.1943, с 10.1944 — ком-р 3-го д-на), капитан Кузьмин П. И. (7.1943, в 1944 — ком-р 2-го д-на);
- замполит подполковник Смирнов Павел Петрович (с 1943); зам по тылу п/п Первов Г. Г. (с 11.1943);

Командиры дивизионов:
- 596 / 1 (М-31-12) — капитан Куницын (2.1943), капитан Воронов В. Г. (с 8.1943, в 1944 — ком-р 2-го д-на), майор Алушкин Александр Алексеевич (1944), майор Егоров Пётр Ильич (1945); командир взвода «Катюш» 1-й батареи 1-го дивизиона — гв. мл. л-т Орлов Виктор Константинович[1];
- 597 / 2 — капитан Татаров (2.1943), ст. л-т Кочетков (3.1943), капитан / майор Кузьмин Пётр Иванович (с 11.1943, в 3.1945 — ком-р 1-го д-на), майор Бодиско Пётр Петрович (1945); нач.штаба див-на капитан Борисенко Степан Семёнович (1944, в 3.1945 — нш 1-го д-на), капитан Воронов Василий Григорьевич (1944, в 1945 — пнш бр-ды);
- 598 / 3 (М-30) — капитан Коротыч Михаил Тимофеевич (2.1943), капитан Рузин Лев Михайлович (с 10.1944); нш д-на ст. л-т Беспалов Николай Павлович (1945, умер от болезни 30.04.1945);
- 600 / 4 — капитан / майор Ничипоров Григорий Филаретович (с 2.1943); нач.штаба ст. л-т Макаров Виктор Фёдорович;
- ком-р парк. д-на ст. тех.- л-т / капитан Бойко Александр Васильевич (с 1943, в 1945 — нач-к автослужбы бр-ды), ст. л-т Каныпин (11.1943);

## Награды и наименования
| Награда (наименование)                | Дата       | За что получена                                |
| ------------------------------------- | ---------- | ---------------------------------------------- |
| Орден Красного Знамени                | 31.10.1944 | за овладением города Петсамо (Печенга)         |
| Почётное наименование «Свирская»      | 02.07.1944 | за участие в Свирско-Петрозаводской операции   |
| Орден Кутузова II степени             | 14.11.1944 | за овладение городом Киркенес                  |
| Орден Богдана Хмельницкого II степени | 11.06.1945 | за овладением столицей Германии городом Берлин |
| Орден Суворова II степени             | 19.02.1945 | за прорыв обороны немцев южнее Варшавы         |